# Austrolimnophila (Austrolimnophila) superstes
Austrolimnophila (Austrolimnophila) superstes is een tweevleugelige uit de familie steltmuggen (Limoniidae). De soort komt voor in het Australaziatisch gebied.